# Новые Ковна
Новые Ковна (укр. Нові Ковна) — село,
Нововасилевский сельский совет,
Софиевский район,
Днепропетровская область,
Украина.
Код КОАТУУ — 1225285204. Население по переписи 2001 года составляло 92 человека .

## Географическое положение
Село Новые Ковна находится на расстоянии в 1 км от села Жёлтое и в 2-х км от села Отрубок.
По селу протекает пересыхающий ручей с запрудой.
Рядом проходит автомобильная дорога Т-0419.

## История
Село Новые Ковна было основано в качестве еврейской земледельческой колонии. По состоянию на 1886 год в колонии проживало 668 человек, насчитывалось 43 двора, действовал молитвенный дом. Еврейское население было уничтожено во время немецкой оккупации.